# 砂津
砂津（すなつ）は、福岡県北九州市小倉北区の地名。現行行政町名では砂津一丁目から砂津三丁目までが設置されている。人口は2,455人、世帯数は1,402世帯（2012年3月31日現在）。郵便番号は802-0014。

## 地理
小倉駅近く、駅の東を南北に流れる砂津川を挟んで対岸に位置する。中央部を南北に国道3号が通り、砂津交差点で勝山通りと合流、東西方向（門司区方面）に折れ曲がる。地区南端を小文字通りが東西に通っている。
また、砂津川の河口である浅野の小倉港（浅野フェリー埠頭）はかつては別名「砂津港」とも呼ばれており、現在も松山・小倉フェリーのフェリーが毎晩松山港に向けて出発している。
かつてこの地にあった砂津車庫はその後の再開発によって複合商業施設チャチャタウン小倉に生まれ変わり、平日休日問わず常に賑わっている。チャチャタウン向かいには、西鉄バス（西鉄バス北九州・西鉄高速バス）の砂津バスセンターがあり、北九州地区を走る多くのバスの運行拠点となっている。

## 歴史
かつての「小倉市大字砂津」は現在の砂津・長浜町・浅野などを含む一帯を指しており、長浜町には漫画家松本零士がかつて住んでいたこともあって、松本の代表作「銀河鉄道999」の発祥地とも言われている。
また、かつて路面電車西鉄北九州線の砂津電停や砂津車庫があった。門司方面が廃止された1985年から、北九州線の大部分が廃止された1992年までは、ここが北九州線の終点であったこともあり、小倉における交通の要衝の役割も果たしていた。
また、朝日新聞西部本社がリバーウォーク北九州内に移転するまで砂津にあった。

## 施設
- チャチャタウン小倉
- 砂津バスセンター
- 西鉄バス北九州本社
- 西鉄バス北九州小倉自動車営業所
- 日本海事協会北九州支部

## 交通
国道3号と国道199号が分岐する「砂津」交差点がある。

### 道路
- 国道3号
- 国道199号
- 福岡県道265号城野砂津線：国道3号「砂津二丁目」交差点から分岐、南方向へ延び城野方面へ向かう。